# 以勒基金
以勒基金是香港一個非牟利基督教組織，於1991年由陳歐陽桂芬創辦，陳歐陽桂芬現擔任董事會主席及總幹事。

## 主要活動
以勒基金曾舉辦多項禱告活動，包括1998年起舉辦的「我們應當如此行」百萬小時禱告運動，並定期舉辦各種主題祈禱會，目標對象分別為婦女、男士、長者、社會服務工作者、及支援教育工作者等。自1999年起，基金亦印製多本祈禱手冊，免費派發予信徒及非信徒，並接受自由奉獻。
1999年，以勒基金開始「情緒壓力事工」幫助受情緒及精神壓力困擾人士，2000年起定期舉行「讓我得自由」敬拜聚會。
1993年起，以勒基金為世界各地的宣教工作提供經濟及禱告的支持。1999年，基金成為香港差傳事工聯會的贊助會員。2000年8月於吉爾吉斯成立以勒基金宣教機構。
2002年，以勒基金舉辦「我熱愛生命」行動，向香港市民宣傳欣賞生命及熱愛生命的意識。行動包括7個電視廣告，2002年5月7日起在多個媒體，包括地鐵、巴士、電車等電視媒體，及銅鑼灣時代廣場大電視播放。
以勒基金曾與香港學園傳道會於紅磡香港體育館舉辦共3場「人可以向上帝禱告」佈道會，參與人數30,000多人。
以勒基金於2003年11月起，每日在明報刊登《每日早晨八點鐘，祝福香港五分鐘》的禱文。

## 其他
以勒基金2017年10月20日的公開禱文<<求主繼續賜福中國>>內容受媒體非議。
「求主繼續賜褔中國，賜能加力予每位領導人，揀選中國成為一個主所喜悅的模範國家；
列國雖爭相了解中國經濟成長的奧秘，但其成功的秘訣，卻是上帝的揀選」、
「我們的國家就在禱告中和平崛起，這真是一項充滿恩典的神蹟」、
「為香港與中國的緊密連結，求主使用香港人成為主的皿器」等。

## 資料來源
- 第七個百萬小時禱告 祝福心靈 攔截阻止災難 國度復興報
- 香港聖公會聖保羅堂周刊
- 「人可以向上帝禱告」佈道會

1. ↑  . 立場新聞. 2017年10月20日  [2017年10月20日]. （原始内容存档于2017年10月20日）.

## 外部連結
- 官方网站
- 以勒基金的Facebook專頁
- YouTube上的以勒基金頻道